# Coaling a Steamer, Nagasaki Bay, Japan
Pour plus de détails, voir Fiche technique et Distribution.
Coaling a Steamer, Nagasaki Bay, Japan est un film américain muet et en noir et blanc sorti en 1901.

## Synopsis
Des ouvriers locaux rechargent en charbon un bateau à vapeur.

## Fiche technique
- Titre : Coaling a Steamer, Nagasaki Bay, Japan
- Réalisation :
- Société de production : American Mutoscope & Biograph
- Pays de production :  États-Unis
- Genre : Documentaire
- Durée : 267 / 1507 pieds
- Date de sortie : 
  - États-Unis : 24 octobre 1901